# 奥利弗·豪·洛瑞
奥利弗·豪·洛瑞（英語：Oliver Howe Lowry，1910年7月18日—1996年6月29日），是美国生物化学家，美国科学院院士，发明了Lowry蛋白质测定法。
他在1951年发表于《生物化学杂志》(Journal of Biological Chemistry)上的一篇名为《用Folin－酚试剂测量蛋白质》（Protein measurement with the Folin phenol reagent）的生物学论文截至2004年1月，已经获得了超过27万次的引用，成为历史上全世界被引用次数最多的论文，至2014年10月已有30.5万次的引用。